# Banda Oriental

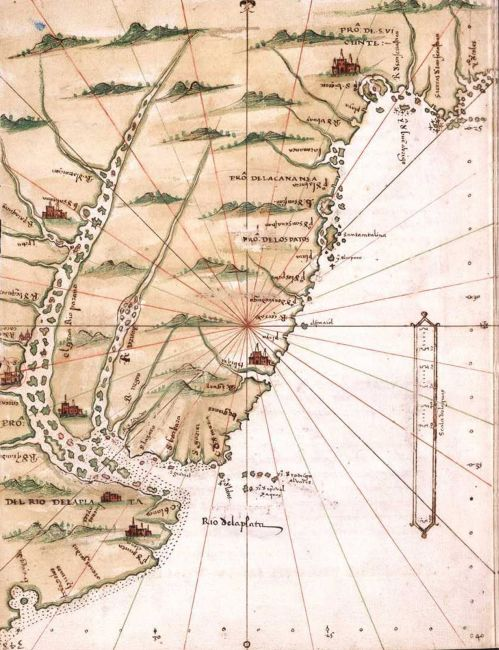
Mapa regionu z XVI wieku, autorstwa Alonso de Santa Cruz

Banda Oriental (z hiszp. „Wschodni Brzeg”) – historyczna nazwa terytorium na wschód od rzeki Urugwaj i na północ od estuarium La Plata, w przybliżeniu odpowiadającego współczesnemu Urugwajowi.
Pierwszym Europejczykiem, który dotarł w te rejony w 1516 roku, był hiszpański nawigator Juan Díaz de Solís. Brak bogactw mineralnych, a także niewielka liczba osiadłych na tym obszarze Indian, którzy mogliby być przymuszeni do pracy, czyniły go nieatrakcyjnym dla europejskich osadników. W latach 20. XVII wieku w regionie powstały pierwsze misje jezuickie i franciszkańskie, a dopiero w 1680 roku Portugalczycy założyli pierwszą stałą osadę, fort Colônia do Sacramento, zlokalizowany na przeciwległym brzegu Buenos Aires. Banda Oriental wkrótce stała się przedmiotem sporu między Portugalczykami a Hiszpanami, którzy w 1726 roku założyli Montevideo.
W roku 1735 Hiszpanie zaatakowali i zdobyli twierdzę Colônia, będącą wówczas najbardziej na południe położoną portugalską twierdzą kolonialną w Ameryce Południowej. Pod naciskiem Wielkiej Brytanii Hiszpanie zostali zmuszeni do zwrotu tego obszaru, jednakże już w 1750 roku na mocy traktatu madryckiego uregulowana została granica między posiadłościami hiszpańskimi a portugalskimi, w rezultacie czego obszar obecnego Urugwaju przypadł Hiszpanom. W 1776 roku terytorium podporządkowane zostało nowo powstałemu Wicekrólestwu La Platy, wcześniej podlegając Wicekrólestwu Peru. W 1811 roku w regionie wybuchły walki niepodległościowe pod przywództwem José Gervasio Artigasa, choć Montevideo, jako hiszpańska baza wojskowa, pozostawało ostoją rojalistów. W 1820 roku terytorium w następstwie inwazji portugalsko-brazylijskiej zaanektowane zostało przez Brazylię, tworząc prowincję Cisplatina. Po ośmiu latach, na mocy traktatu z Montevideo, Brazylia oraz Argentyna uznały niepodległość nowego państwa, które przyjęło nazwę Urugwaj.